# خيم فاريلا
خيم فاريلا (بالإسبانية: Jim Varela)‏ (20 يناير 1994 بريفيرا في الأوروغواي - ) هو لاعب كرة قدم أوروغواني في مركز الوسط. شارك مع منتخب الأوروغواي تحت 17 سنة لكرة القدم ومنتخب الأوروغواي تحت 20 سنة لكرة القدم. أما مع النوادي، فقد لعب مع بنيارول ورامبلا جونيورز ونادي بنفيكا وS.L. Benfica B ‏ ونادي فارنزي.

## وصلات خارجية
- خيم فاريلا على موقع الاتحاد الدولي (مؤرشف)  (الإنجليزية)
- خيم فاريلا على موقع Soccerway.com (الإنجليزية)
- خيم فاريلا على موقع عالم كرة القدم.نت (الإنجليزية)